# Doraemon: Nobita no Nippon tanjō
Série
Doraemon: Nobita no Parallel Saiyūki
(1988) Doraemon: Nobita to Animal Planet
(1990)
Pour plus de détails, voir Fiche technique et Distribution.
Doraemon: Nobita no Nihon tanjō (ドラえもん のび太の日本誕生) est un film japonais réalisé par Tsutomu Shibayama, sorti en 1989.

## Synopsis
Doraemon et Nobita explorent la Préhistoire du Japon.

## Fiche technique
- Titre : Doraemon: Nobita no Nihon tanjō
- Titre original : ドラえもん のび太の日本誕生
- Titre anglais : Doraemon: Nobita and the Birth of Japan
- Réalisation : Tsutomu Shibayama
- Scénario : Fujiko F. Fujio d'après son manga
- Musique : Shunsuke Kikuchi et Takao Horiuchi
- Sociétés de production : Shin Ei Animation, Shōgakukan et TV Asahi
- Pays de production :  Japon
- Genres : Animation, aventure, comédie, science-fiction et fantastique
- Durée : 100 minutes[1]
- Dates de sortie : 
  - Japon : 11 mars 1989[1]

## Doublage
- Nobuyo Ōyama : Doraemon
- Noriko Ohara : Nobita Nobi
- Michiko Nomura : Shizuka Minamoto
- Kaneta Kimotsuki : Suneo Honegawa
- Kazuya Tatekabe : Takeshi Goda

## Box-office
Le film a rapporté 31,4 millions de dollars au box-office japonais.